# Michaël Ciani
Michaël Ciani (Clichy, 6 april 1984) is een Frans voetballer die bij voorkeur als centrale verdediger speelt. Hij debuteerde in 2010 in het Frans voetbalelftal.
Ciani zat nooit in de jeugdopleiding van een betaaldvoetbalclub. In plaats daarvan mocht hij op zijn achttiende stage komen lopen bij Sporting Charleroi, dat hem daarop een contract gaf.

## Interlandcarrière
Ciani maakte op 3 maart 2010 zijn debuut in de nationale ploeg van Frankrijk, in een oefeninterland tegen Spanje (0-2) in Parijs.

## Erelijst
| Coppa Italia | 1x | 2012/13 |